# 卡洛曼一世
卡洛曼一世（751年6月28日—771年12月4日），法兰克国王，768年9月24日—771年12月4日在任。他是矮子丕平之次子，查理曼之弟。

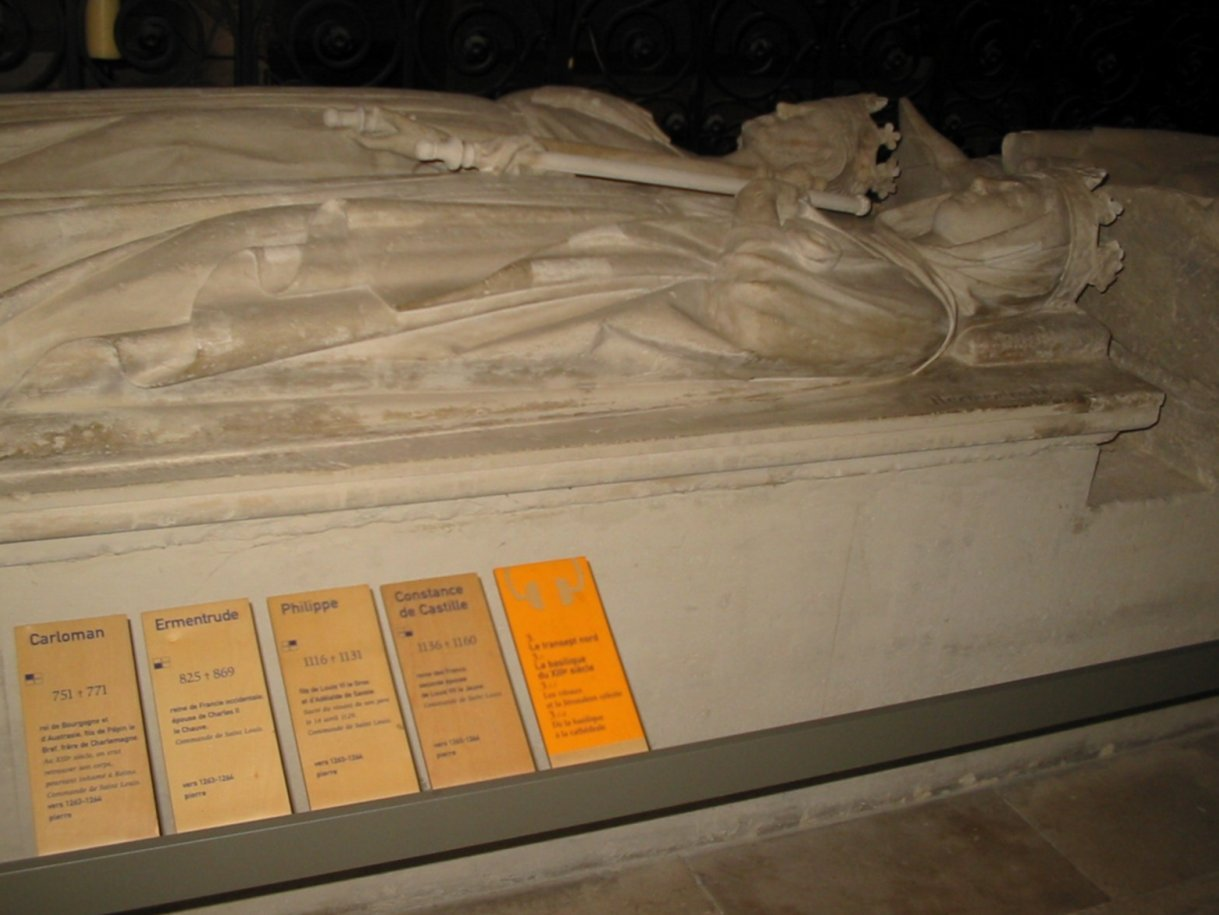
圣但尼圣殿的卡洛曼一世墓（内侧）

768年，丕平病逝，按照其遗嘱，国家被划分，10月9日，卡洛曼在苏瓦松即位，查理亦在努瓦永即位。771年12月4日，卡洛曼去世后，其领土被查理合并。